# 澤彥宗恩
澤彥宗恩（たくげんそうおん，生年不詳—1587年11月2日）是戰國時代到安土桃山時代的臨濟宗妙心寺派僧侶。之後成為大住持。

## 概要
依據卍元師蠻的『延寶傳燈錄』記載，他在各地行腳參拜後，到達妙心寺東海派的泰秀宗韓那邊，並從泰秀那邊獲得印可，成為妙心寺第一弟子，後來辭任並成為美濃大寶寺的住持。
受到織田氏家臣・平手政秀委託而擔任吉法師（之後的織田信長）的導師，後來信長長大後成為其參謀。另外還擔任為了弔唁自殺的平手政秀的菩提而建立的政秀寺的創建工作。信長攻下美濃國時，留下澤彥向他建議將稻葉山城下的「井之口」改名，並以中國周朝的崛起為例，提供信長從「岐山・岐陽・岐阜」等3個名字中選擇，最後由信長選擇岐阜之名的故事 。另外，據說信長的政策‧天下布武，也是由澤彥向他建議。
以後成為妙心寺第39世住持，辭任後，住在岐阜的瑞龍寺。天正15年（1587年）10月2日示寂。貞享3年（1686年），被賜與「圓通無礙禪師」的名號。
與名僧‧快川紹喜為結拜兄弟。
然後愛知縣圖書館館藏的『政秀寺古記』是他唯一留下來的資料。

## 備注
1. ↑  天正15年10月2日
2. ↑  .   [2019-07-29]. （原始内容存档于2019-07-29）.